# Henryk Stawniak
Henryk Stawniak (ur. 20 stycznia 1952 w Lądzie) – ksiądz katolicki, salezjanin, kanonista, profesor nauk prawnych, nauczyciel akademicki Uniwersytetu Kardynała Stefana Wyszyńskiego w Warszawie (UKSW), dziekan Wydziału Prawa Kanonicznego UKSW. Uprzednio był prodziekanem tego Wydziału.

## Życiorys
Należy do Towarzystwa Salezjańskiego, pierwszą profesję złożył w 1972, śluby wieczyste w 1978, święcenia kapłańskie przyjął 12 czerwca 1979. W 1987 uzyskał w Akademii Teologii Katolickiej w Warszawie stopień doktora prawa kanonicznego na podstawie rozprawy pt. Ewolucja uprawnień i obowiązków wspólnoty życia jako przedmiotu zgody małżeńskiej od 1917 roku. W 2000 otrzymał stopień doktora habilitowanego nauk prawnych w zakresie prawa kanonicznego. 19 grudnia 2014 Prezydent RP Bronisław Komorowski nadał mu tytuł naukowy profesora nauk prawnych.
W latach 2012–2019 był dziekanem Wydziału Prawa Kanonicznego UKSW. Był kierownikiem II Katedry Kościelnego Prawa Małżeńskiego i Rodzinnego na tym Wydziale. Był konsultorem Rady Naukowej Konferencji Episkopatu Polski.

## Wybrane publikacje
- Ewangeliczna rada posłuszeństwa w życiu konsekrowanym zakonnym a wolność osoby. Materiały z Ogólnopolskiej Konferencji Naukowej UKSW, Warszawa, 21 października 2009, (red. nauk. wspólnie z  Wiesławem Kiwiorem i Janem Krajczyńskim), Wydawnictwo UKSW, Warszawa 2010 ISBN 978-83-7072-593-8
- Inkardynacja w misji Kościoła w porządku prawnym Kościoła łacińskiego, Wydawnictwo UKSW, Warszawa 2013 ISBN 978-83-64181-00-9
- Niemoc płciowa jako przeszkoda do małżeństwa. Ewolucja czy zmiana koncepcji?, Wydawnictwo UKSW, Warszawa 2000 ISBN 83-7072-149-4
- Rozwiązanie małżeństwa w prawie kanonicznym. Materiały z Międzynarodowej Konferencji Naukowej zorganizowanej na Wydziale Prawa Kanonicznego UKSW w dniu 24 kwietnia 2013 roku, (red. nauk. wspólnie z Wiesławem Kiwiorem i Urszulą Nowicką), Prymasowskie Wydawnictwo Gaudentinum, Gniezno 2013 ISBN 978-83-62263-80-6
- Katolickie zasady relacji państwo-Kościół a prawo polskie (red. nauk. wspólnie z Józefem Krukowskim i Mirosławem Sitarzem), Towarzystwo Naukowe KUL, Lublin 2015